# Françoise Burdet
Françoise Burdet (Coira, 12 agosto 1967) è un'ex bobbista svizzera, vincitrice di quattro trofei di Coppa del Mondo nel bob a due consecutivamente dal 1995/96 al 1998/99 e di un titolo mondiale a Calgary 2001.
Fece parte della generazione di atlete svizzere che nei primi anni 90 furono le pioniere in assoluto del bob al femminile, che si affacciava per la prima volta alla ribalta internazionale dopo un secolo di competizioni esclusivamente riservate agli uomini.

## Biografia
Compete nel bob dal 1992 come pilota per la nazionale elvetica. Vinse la classifica generale di Coppa del Mondo, che sino ai primi anni 2000 era l'unica competizione di livello mondiale nel bob femminile, per quattro stagioni consecutive: nel 1995/96, nel 1996/97, nel 1997/98 e nel 1998/99.
Prese parte alle Olimpiadi di Salt Lake City 2002, prima volta per il bob femminile ai giochi, classificandosi al quarto posto nel bob a due con la frenatrice Katharina Sutter, arrivando a soli 5 centesimi di secondo dal podio, che nell'occasione fu occupato dall'equipaggio statunitense guidato da Jill Bakken, che vinse la medaglia d'oro, e da quelli tedeschi condotti da Sandra Prokoff e Susi Erdmann, rispettivamente argento e bronzo.
Partecipò anche a cinque edizioni dei campionati mondiali vincendo in totale due medaglie tra cui quella d'oro conquistata a Calgary 2001 con Katharina Sutter, mentre fu bronzo nell'edizione precedente di Winterberg 2000 sempre con la Sutter, in quella che fu la prima edizione in assoluto in cui si assegnò un titolo iridato nel bob femminile. Ai campionati europei invece vinse la medaglia di bronzo a Sigulda 2004 con Karin Hagmann; anche in quest'occasione venne assegnato il primo titolo continentale al femminile.
Si ritirò dall'attività agonistica nel 2005 al termine dei mondiali di Calgary 2005, dove concluse la gara di bob a due al 15º posto.

## Palmarès

### Mondiali
- 2 medaglie:
  - 1 oro (bob a due a Calgary 2001);
  - 1 bronzo (bob a due a edizione precedente di Winterberg 2000).

### Europei
- 1 medaglia:
  - 1 bronzo (bob a due a Sigulda 2004).

### Coppa del Mondo
- Vincitrice della Coppa del Mondo di bob a due nel 1995/96, nel 1996/97, nel 1997/98 e nel 1998/99.
- 20 podi[2] (tutti nel bob a due):
  - 7 vittorie;
  - 7 secondi posti;
  - 6 terzi posti.

#### Coppa del Mondo - vittorie[2]
| Data             | Luogo                | Paese       | Disciplina                 |
| ---------------- | -------------------- | ----------- | -------------------------- |
| 27 novembre 1997 | Calgary              | Canada      | a due con Katharina Sutter |
| 12 dicembre 1997 | Park City            | Stati Uniti | a due con Katharina Sutter |
| 5 dicembre 1998  | Park City            | Stati Uniti | a due con Katharina Sutter |
| 12 dicembre 1998 | Calgary              | Canada      | a due con Katharina Sutter |
| 23 gennaio 1999  | Winterberg           | Germania    | a due con Katharina Sutter |
| 31 gennaio 1999  | Igls                 | Austria     | a due con Katharina Sutter |
| 6 febbraio 1999  | Schönau am Königssee | Germania    | a due con Doris Marugg     |